# Aloisia Lange

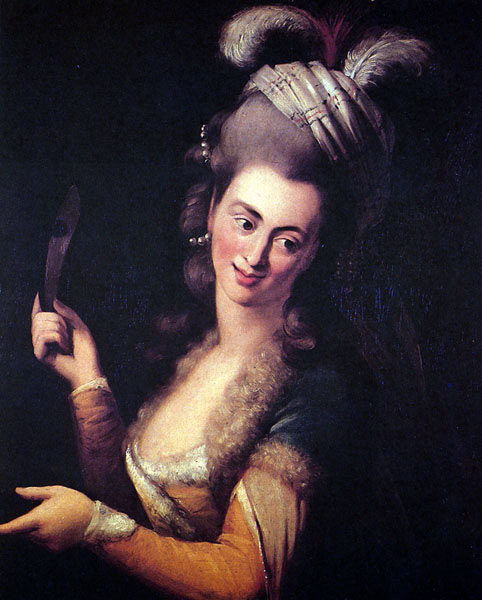
Johann Baptist Lampi: Aloisia Weber als Zémire in Grétrys Oper Zémire et Azor (ca. 1784).

Maria Aloisia Antonia Lange, geborene Aloisia Weber (* zwischen 1759 und 1761 vermutlich in Zell im Wiesental; † 8. Juni 1839 in Salzburg), war eine deutsche Opernsängerin (Sopran) und Gesangspädagogin. Sie war eine Schwägerin Wolfgang Amadeus Mozarts und eine der wichtigsten Interpretinnen seiner Werke.

## Leben

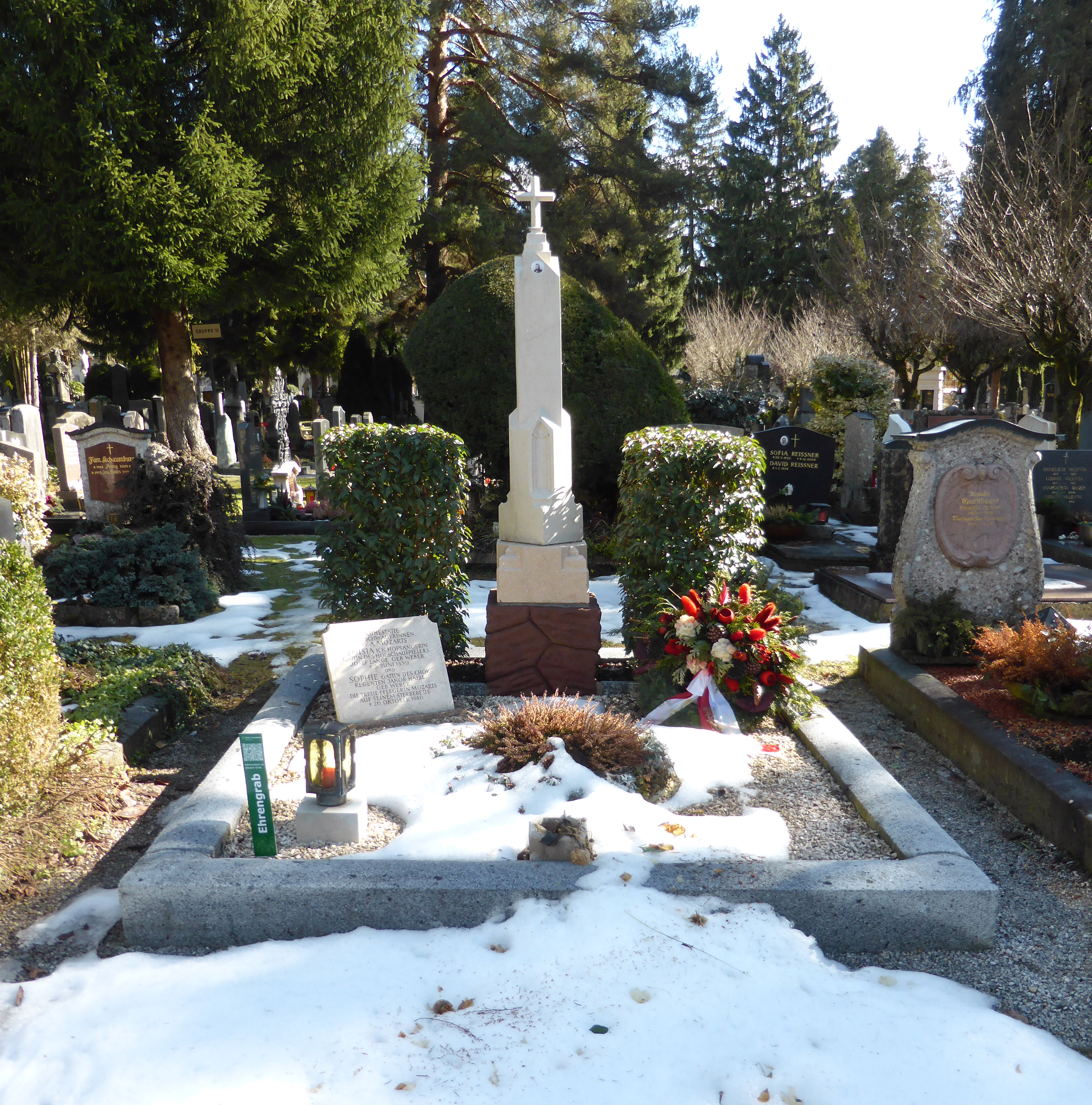
Grabstätte von Aloisia Lange und ihrer Schwester Sophie Haibl auf dem Salzburger Kommunalfriedhof.

Aloisias genaues Geburtsdatum ist nicht gesichert. Sie kam als Tochter von Franz Fridolin Weber und Maria Cäcilia Cordula Stamm zwischen 1759 und 1761 vermutlich in Zell im Wiesental zur Welt. 1763 (oder 1765) zog sie mit ihrer Familie nach Mannheim. Der Komponist Carl Maria von Weber war ihr Cousin.
1777 lernte sie in Mannheim Wolfgang Amadeus Mozart kennen. Zu diesem Zeitpunkt hatte sie bereits eine gute Ausbildung als Sängerin und galt als vielversprechend. Mozart musizierte mit ihr, gab ihr Unterricht und verliebte sich in sie. Während Mozarts Mannheim-Aufenthalt ging sie gemeinsam mit ihm auf eine Konzertreise. Der Komponist widmete ihr auch die Konzertarie Ah, lo previdi – Ah, t'invola agl'occhi miei (KV 272), die er ursprünglich für die Prager Sängerin Josepha Duschek geschrieben hatte. Mozarts Werben um ihre Hand schlug sie im Dezember 1778 aus. Mozart, der einige Monate im Haus der Webers wohnte, hatte weiterhin engen Kontakt mit der Familie und heiratete später ihre Schwester Constanze.
Im darauffolgenden Jahr ging sie nach Wien und heiratete im Stephansdom den verwitweten Hofschauspieler Joseph Lange. Ende Mai 1781 kam ihr erstes Kind zur Welt. Es folgten sechs weitere Schwangerschaften, die Aloisia jedes Mal in akute Lebensgefahr brachten. Konzertreisen unternahm sie teilweise hochschwanger. Ihre Tochter Maria Anna Sabina „Nanette“ (geb. 31. Mai 1781) wurde Schauspielerin und Sängerin. Ihre Tochter Rosina (geb. 2. Dezember 1786) wurde ebenfalls Sängerin. Ihr Sohn Karl Jakob (geb. 2. September 1788) wurde Schauspieler und später Feldkriegskanzlist. Drei ihrer Kinder starben früh.
Ab 1779 war sie in Wien als Hofsängerin tätig und trat unter anderem auch gemeinsam mit Mozart auf. Sie unternahm mehrere Konzertreisen in verschiedene europäische Städte mit ihrem Mann und später mit ihrer Schwester Constanze, Mozarts verwitweter Ehefrau. Kaiser Joseph II. versuchte mehrfach, Aloisia zu entlassen. Die Gründe dazu sind nicht bekannt. 1788 wurde sie zwar als Hofsängerin in Wien entlassen, kehrte jedoch 1790 an die italienische Oper in Wien zurück.
Von der Reise mit Constanze (1795–1796) kam sie nicht mehr heim nach Wien. Ihre Ehe mit Joseph Lange war zu diesem Zeitpunkt zerrüttet. Zwischen 1796 und 1801 war sie an verschiedenen Opernhäusern engagiert. Ab 1801 in Frankfurt am Main ansässig, begann sie auch zu unterrichten. 1813 flüchtete Aloisia vor den Napoleonischen Kriegen überstürzt ins Exil nach Zürich, wo sie weiterhin als Sängerin und Lehrerin arbeitete.
Ab 1818/1819 (das genaue Datum ist unbekannt) war Aloisia Lange abermals zurück in Wien. Nach dem Tod ihres Mannes (1831) geriet sie in finanzielle Schwierigkeiten. Ihre Schwester Constanze half mehrfach aus. Später zog Aloisia nach Salzburg, wo neben Constanze (verheiratete Nissen, verwitwete Mozart) auch ihre Schwester Sophie (verheiratete Haibl) lebte. Am 8. Juni 1839 starb Aloisia Lange in Salzburg, wo ihre sterblichen Überreste auf dem Sebastiansfriedhof bestattet wurden und 1895 in einem Ehrengrab des Kommunalfriedhofs ihre letzte Ruhestätte fanden.

## Künstlerischer Werdegang
1778 wurde Aloisia Lange Hofsängerin in München. Ab 1779 war sie Sängerin am Wiener Kärntnertortheater und am Burgtheater, wo sie große Erfolge feierte und in direkter Konkurrenz zu Caterina Cavalieri, einer der berühmtesten Sopranistinnen ihrer Zeit, stand.
Offenbar hatte Aloisia einen ausgesprochen lyrischen, „seelenvollen“ Koloratursopran, mit einem vor allem in der Höhe exzeptionellen Umfang von ca. c-  bis g''' (also einen Ganzton höher als die Königin der Nacht!). Diesen nutzte Mozart in mehreren für sie geschriebenen Konzert- oder Einlage-Arien aus und rückte ihn effektvoll ins rechte Licht, wie z. B. in „Alcandro lo confesso“ KV 294 und 295 (1778), oder in den 1783 entstandenen Arien „Vorrei spiegarvi, oh Dio!“ KV 418 und „No, che non sei capace“ KV 419. Im Lauf ihrer Karriere als Sängerin wurde sie eine der wichtigsten Interpretinnen der Werke Mozarts. 1786 gab sie die Madame Herz in Mozarts Einaktoper Der Schauspieldirektor (KV 486). Bei der Wiener Erstaufführung der Mozartoper Don Giovanni (KV 527) im Jahre 1788 sang sie die Rolle der Donna Anna.
Konzertreisen gemeinsam mit ihrem Mann führten sie nach Dresden, Hamburg, Berlin und München. Zwischen 1796 und 1801 hatte sie Engagements in Hamburg, Amsterdam und Paris. Um 1798 verwendete sie den Künstlernamen Louise Lange. Ab 1801 wirkte sie in Frankfurt am Main, ab 1813 in Zürich.

## Aloisia Lange in Literatur und Theater
Der österreichische Dramatiker Felix Mitterer schuf das satirische Musical Die Weberischen, das im August 2006 im Wiener MuseumsQuartier uraufgeführt wurde. Protagonisten des Stücks sind die Frauen der Familie Weber, Mutter Cäcilia und deren Töchter Constanze (Ehefrau Mozarts), Aloysia, Sophie und Josepha.

## CD-Tips
- Mozart: Concert Arias. Edita Gruberová, Chamber Orchestra of Europe, Nikolaus Harnoncourt, urspr.: Teldec 1992; später: elatus / Warner-classics 2003.
- Wolfgang Amadeus Mozart: Airs de Concert. Natalie Dessay, Orchestre de l’Opéra de Lyon, Theodor Guschlbaur, EMI-Classics 1995.